# Ensemble contemporain de Montréal

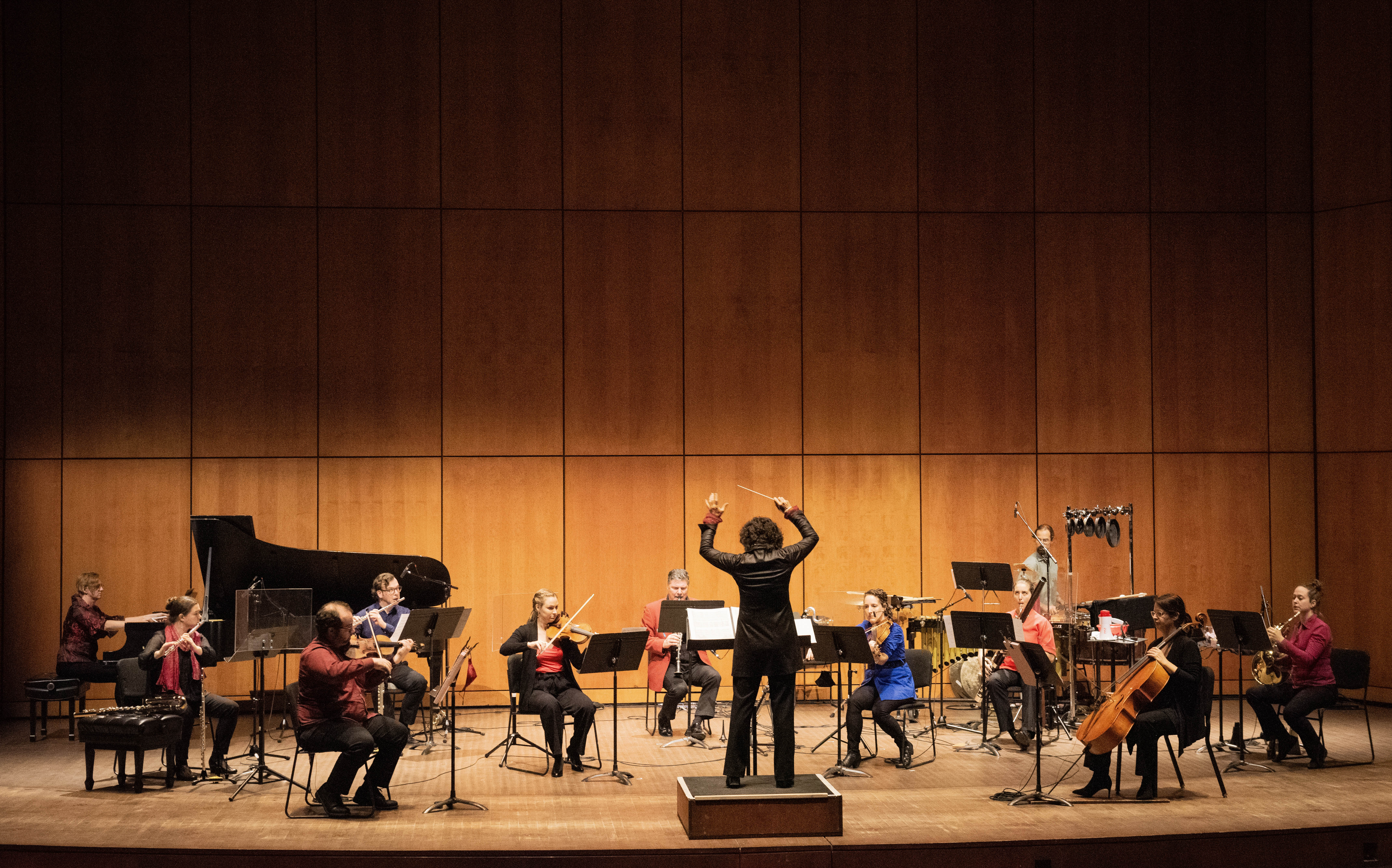
L'ECM+ sous la direction de Véronique Lacroix, concert Génération2020 (2020)

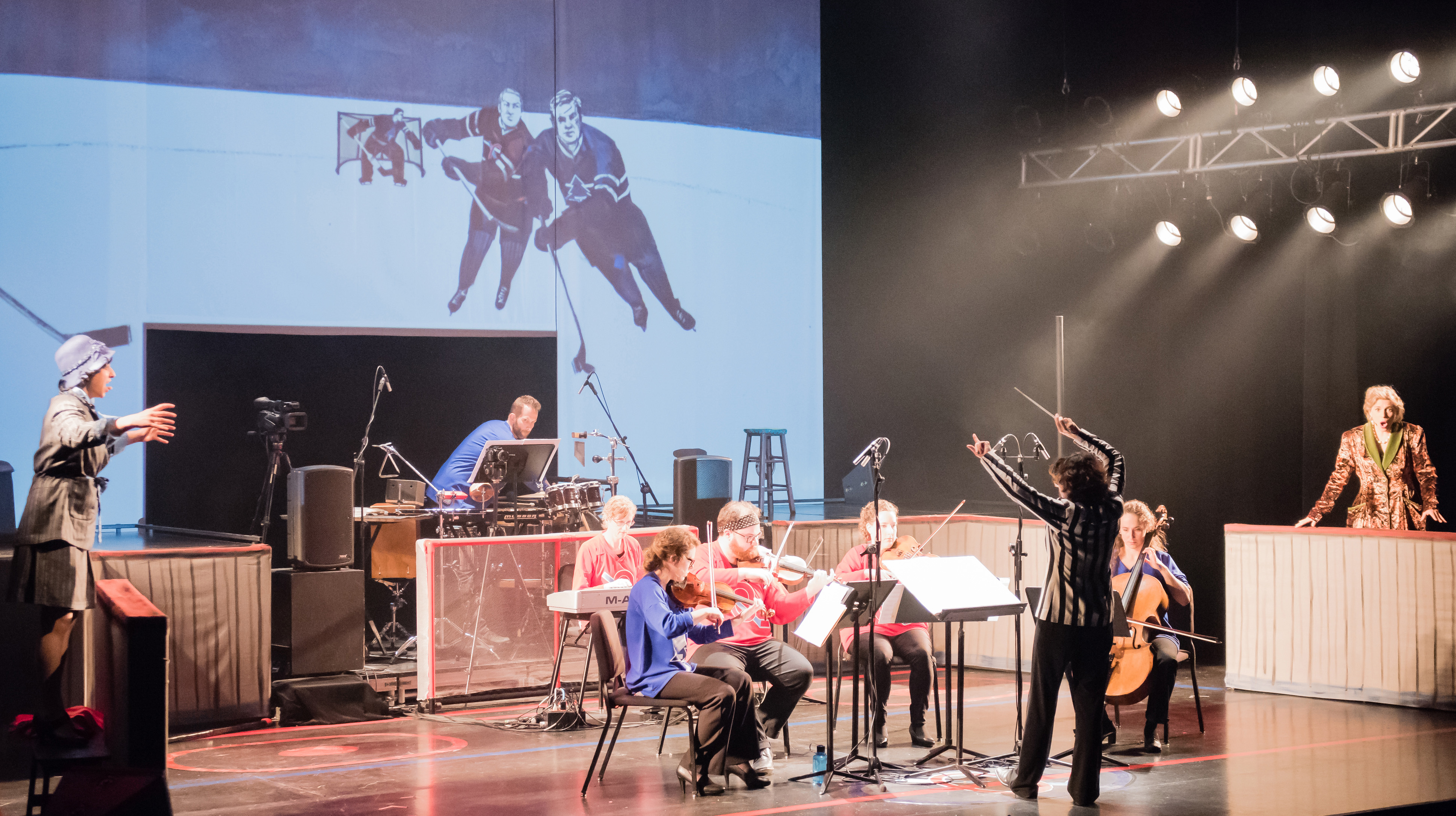
L'ECM+ sous la direction de Véronique Lacroix, spectacle Hockey Noir, l'opéra (2018)

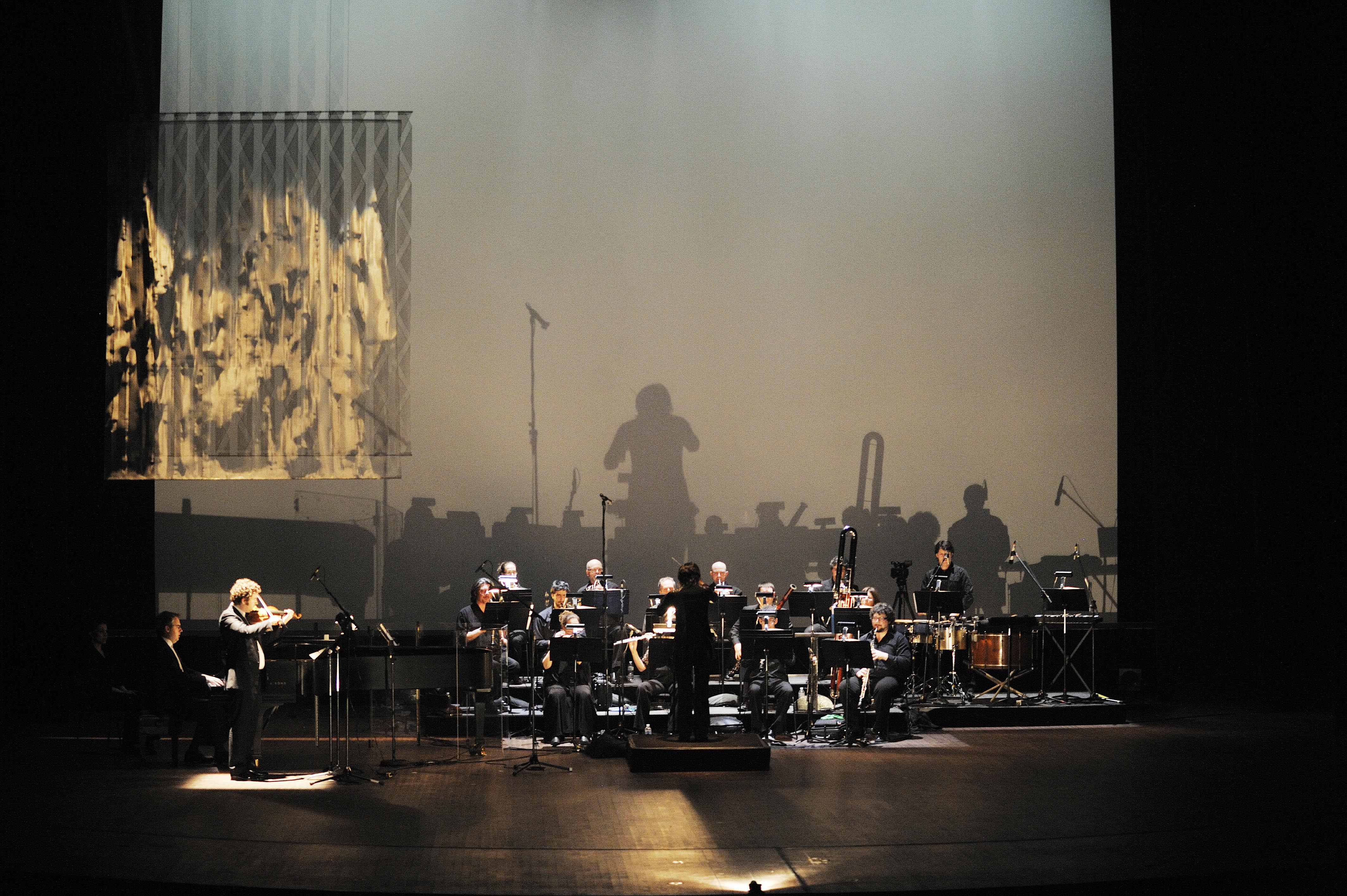
L'ECM+ sous la direction de Véronique Lacroix, spectacle Vertiges (2013)

Logo

Pour les articles homonymes, voir ECM.
L'Ensemble contemporain de Montréal (ECM+) est un ensemble musical fondé en 1987 à Montréal, au Québec.

## Histoire
Fer de lance parmi les orchestres de chambre canadiens, l'Ensemble contemporain de Montréal (ECM+) sous la direction de Véronique Lacroix, a créé plus de 281 œuvres depuis sa fondation en 1987, dont trois opéras et une majorité d’œuvres pour grand ensemble. Dans le prolongement de cet engagement face à la création musicale, l'ECM+ intègre régulièrement celle-ci dans des événements musicaux multidisciplinaires d'envergure remarqués par la critique qui évoque « une expérience artistique de haut niveau, méticuleusement construite et raffinée » (Wolfgang’s Tonic, 2015).
Son concours national de composition Génération qui, depuis 25 ans, fait connaître et récompense les plus beaux fleurons de la jeune création musicale canadienne, culmine chaque deux ans dans une grande tournée d’une dizaine de concerts propulsant la carrière de quatre compositeurs-lauréats à travers le pays.
Sa directrice artistique fondatrice, Véronique Lacroix, reconnue pour son flair et son audace, communique sa passion autour de fortes interprétations et « dresse le portrait d’un paysage effervescent en perpétuelle mutation » (La Scena Musicale, 2018). En résidence au Conservatoire de musique de Montréal depuis 1998, l'ECM+ a enregistré onze disques compacts - dont deux consacrés à la compositrice Ana Sokolović - et de multiples concerts diffusés sur les ondes de Radio-Canada.
L’ECM+ a pris part au Festival Ars Musica en Belgique (2018), au Festival Montréal/Nouvelles Musiques (2007, 2005 et 2003), au Festival de musique de chambre de Montréal (2006), au Festival Musiques au présent de Québec (2000), au Massey Hall New Music Festival de Toronto (2000) ainsi qu’au Festival international de musique actuelle de Victoriaville (1994). En 2002, Véronique Lacroix et l’ECM+ se sont vu attribuer le Prix Opus de l’événement musical de l’année ainsi que le Grand Prix du Conseil des arts de Montréal pour le spectacle Cage en liberté.

## Discographie
- Fin de siècle, Nouvelle musique montréalaise, Étiquette SNE (1994) : œuvres d'Arcuri, Hyland, Lemire, Lesage, Panneton, Provost et Villeneuve
- Mozart Gonneville, Étiquette Port-Royal (1996) : œuvres de Gonneville et Mozart
- Cantate pour la fin du jour, Étiquette Fonovox (1996) : œuvres de Panneton
- Al Hamra, ATMA Classique (1997) : œuvres de De Falla, Evangelista et Montanés
- Nouveaux Territoires 01, ATMA Classique (2000) : œuvres de Chan, Klanac, Lesage et Sokolovic
- Nouveaux Territoires 02, ATMA Classique (2003) : œuvres de Ferguson, Plamondon et Ristic
- Après moi, le déluge, Oxingale Records (2006) : musique de Luna Pearl Woolf
- Jeu des portraits, Centredisques (2006) : musique d'Ana Sokolović
- Nouveaux Territoires 03, ATMA Classique (2010) : œuvres de Ristic, Gonneville, Oesterle et Lizée
- Magister Ludi, Centredisques (2014) : musique de Gordon Fitzell
- Sirènes, ATMA Classique (2019) : musique d'Ana Sokolović